# 1. slovenská národní hokejová liga 1981/1982
1. slovenská národní hokejová liga 1981/1982 byla 13. ročníkem jedné ze skupin československé druhé nejvyšší hokejové soutěže.

## Systém soutěže
Všech 12 týmů se utkalo čtyřkolově každý s každým (celkem 44 kol). Tým na prvním místě se utkal s vítězem 1. ČNHL v sérii na tři vítězné zápasy. Vítěz této série postoupil do nejvyšší soutěže.
Poslední tým po základní části sestoupil do příslušného krajského přeboru.

## Základní část
| Poř. | Tým                            | Zápasy | Výhry | Remízy | Prohry | Skóre   | Body |
| ---- | ------------------------------ | ------ | ----- | ------ | ------ | ------- | ---- |
| 1.   | Slovan ChZJD Bratislava        | 44     | 34    | 6      | 4      | 295:115 | 74   |
| 2.   | PS Poprad                      | 44     | 29    | 2      | 13     | 224:151 | 60   |
| 3.   | Iskra Smrečina Banská Bystrica | 44     | 26    | 6      | 12     | 236:170 | 58   |
| 4.   | Plastika Nitra                 | 44     | 25    | 6      | 13     | 205:139 | 56   |
| 5.   | ZŤS Martin                     | 44     | 23    | 3      | 18     | 165:134 | 49   |
| 6.   | LB Zvolen                      | 44     | 21    | 7      | 16     | 179:160 | 49   |
| 7.   | Dukla Trenčín B (Topoľčany)    | 44     | 16    | 9      | 19     | 156:171 | 41   |
| 8.   | ZVL Skalica                    | 44     | 15    | 7      | 22     | 166:171 | 37   |
| 9.   | ŽS Spišská Nová Ves            | 44     | 17    | 3      | 24     | 164:220 | 37   |
| 10.  | Spartak ZŤS Dubnica nad Váhom  | 44     | 16    | 3      | 25     | 155:180 | 35   |
| 11.  | ZVL Žilina                     | 44     | 12    | 2      | 30     | 159:257 | 26   |
| 12.  | Gumárne 1. mája Púchov         | 44     | 3     | 0      | 41     | 111:347 | 6    |

- Tým Slovan ChZJD Bratislava postoupil do kvalifikace o nejvyšší soutěž, kde se utkal s vítězem 1. ČNHL TJ Lokomotíva Meochema Přerov, který porazil 3:0 na zápasy (7:4, 10:1, 7:1) a postoupil tak do nejvyšší soutěže. Z nejvyšší soutěže sestoupila HK Dukla Trenčín.
- Tým Gumárne 1. mája Púchov sestoupil do příslušného krajského přeboru. Vzhledem k sestupu Dukly Trenčín z nejvyšší soutěže, sestoupil také jeho B-tým, aby se oba týmy nesetkaly v jedné soutěži. Nováčky od dalšího ročníku se staly nejlepší dva týmy kvalifikace krajských přeborníků ZPA Prešov a Partizán Liptovský Mikuláš.

## Kádr Slovanu ChZJD Bratislava
- Brankaři: Pavol Norovský, Ivan Beňo, Ďurina
- Hráči v poli: Jozef Bukovinský, Ivan Černý, Vladimír Urban, Róbert Pukalovič, Ľubomír Roháčik, Ľubomír Ujváry, Milan Kužela, Jozef Daňko, Málek, Miroslav Krba, Ján Jaško, Dárius Rusnák, Marián Bezák, Ivan Dornič, Ernest Hornák, Karol Morávek, Jiří Kodet, Dušan Pašek, Ľubomír Pokovič, Martin Šechný, Roman Ulehla, Jozef Izsó, Eugen Krajčovič
- Trenéři: Jaroslav Walter, Július Černický